# Irina Rodrigues
Irina Rodrigues (5 de febrero de 1991) es una deportista de Portugal que compite en atletismo. Ganó una medalla de oro en el Campeonato Europeo de Atletismo por Equipos de 2019, en la prueba de lanzamiento de disco.